# پارسیان هند

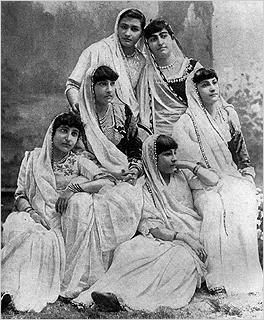
بانوان پارسی هند، عکسی از حدود ۱۸۹۵م از عکاسی ناشناس.

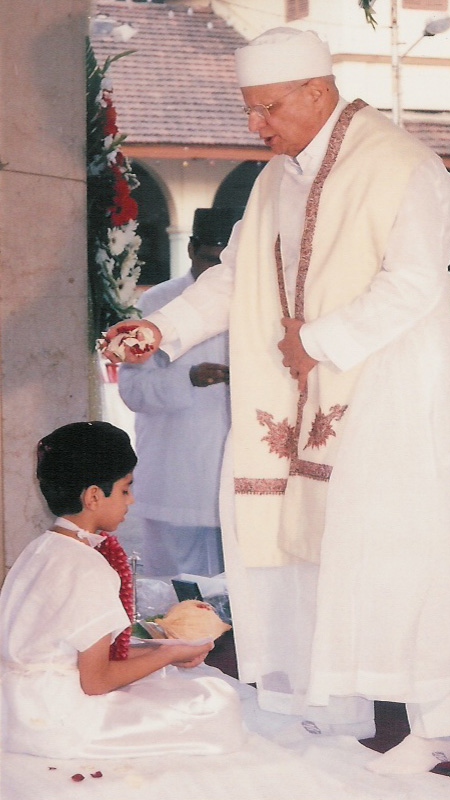
اجازه یافتن ورود به آتشکده در آیین‌های ناوجوت یا سدره‌پوشی پارسیان هند

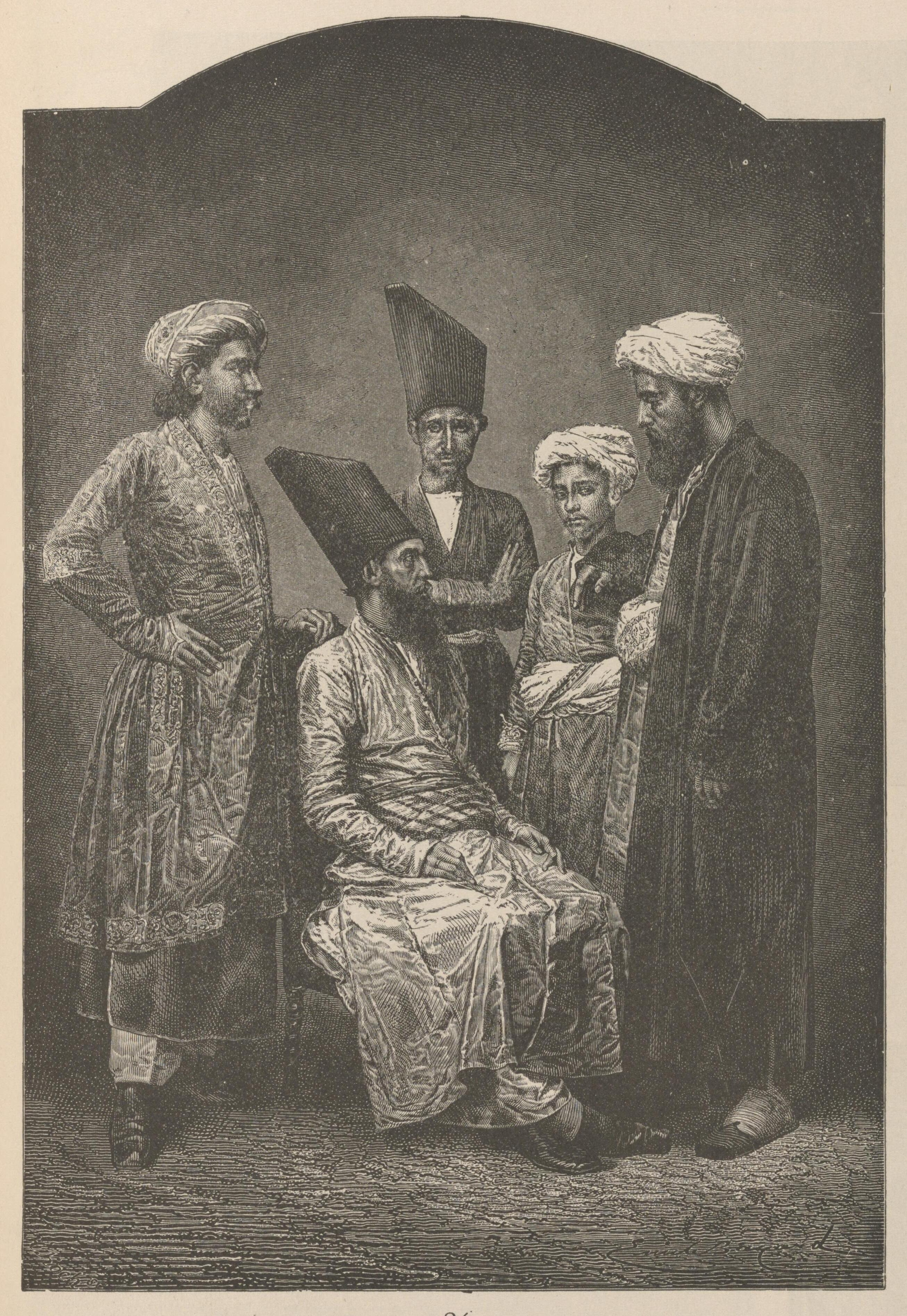
پارسیان هند در بمبئی، نقشی بر چوب از ۱۸۷۸.

پارسیان هند گروهی از زرتشتیان ایرانی‌تبار هستند که اغلب آنان در شبه‌قاره هند زندگی می‌کنند. نیاکان آن‌ها ایرانیان زرتشتی بودند که برای حفظ ارزش های خود در سده دوم هجری پس از سلطه اعراب مسلمان بر ایران  و از بین رفتن حکومت دینی-پادشاهی ساسانیان از ایران به  هند کوچ کرده‌اند و از این رو می‌توان آنان را نخستین جامعه مهاجر ایرانی به‌شمار آورد. مهاجرت آنان ۲۰۰ سال پس از ورود اسلام بود. نخست آنان در ایالت گجرات در کشور هندوستان مستقر شدند. امروزه جمعیت پارسی‌ها حدود یکصد هزار نفر برآورد می‌شود که نزدیک به ۸۰ درصد آن‌ها در ایالت ماهاراشترای هند و در شهر بمبئی (مومبای) و اطراف آن ساکن هستند و مابقی در سایر نقاط شبه‌قاره هند یا بریتانیا، آمریکا، استرالیا و کانادا پراکنده‌اند. با وجود آنکه پارسیان در بمبئی اقلیت کوچکی هستند، حضور آنان در این شهر مشهود است و از نظر اقتصادی اقلیت مهمی در هند به‌شمار می‌روند. آنان از انسجام خاصی برخوردارند و با گذشت ۱۲۰۰ سال بسیاری از سنن ایرانی را حفظ کرده‌اند.
آنان امروزه به زبان پارسی صحبت نمی‌کنند.

## مهاجرت
سده‌ها پیش از هجوم اعراب، روابط فرهنگی و تجاری میان ایران ساسانی و هندوستان وجود داشت. پس از حمله اعراب مسلمان به ایران و درهم شکسته شدن شاهنشاهی ساسانی عده زیادی از زرتشتیان به خراسان و از آنجا نیز به گجرات در هند مهاجرت نمودند. آن‌ها بدین وسیله آتش مقدس خود موسوم به آتش بهرام را به شهر نوساری (ساری جدید) در گجرات منتقل نمودند. با توجه به منابع تاریخی و امروزی دو دسته از ایرانیان زرتشتی به گجرات کوچ کردند. یک دسته از زرتشتیان ایرانی از شهر ساری در شمال ایران به گجرات کوچ کردند و نام نخستین آن شهر ناگ مندال بود و چون منطقه را از لحاظ آب و هوایی شبیه به شهر خودشان (ساری)یافتند آن را نوساری به معنای ساری جدید نامگذاری کردند. مانند نوروز که نو پیشوند برای روز می‌باشد.
زرتشتیان ابتدا از منطقه‌ای به نام سنگان (سنجان) از توابع خواف در خراسان رضوی و شاید هم شهری به همین نام که یکی از شهرهای خراسان بزرگ در نزدیکی مرو بود و بعدها از هرمزگان، سفر مخاطره آمیز، پرماجرا و عذاب‌آوری را به گجرات هند آغاز کردند. دسته دیگری از زرتشتیان از شهر ساری در استان مازندران امروزی به گجرات کوچ کردند و در شهر نوساری (ساری جدید = navsari) مسکن گزیدند. روبرو شدن آن‌ها با حکومت و مردم آن خطه چند سده بعد در کتابی به نام «قصه سنجان» از زبان بهمن پسر کیقباد پسر هرمزدیارسنجانی به نظم کشیده شده‌است. کشتی پارسی‌ها بر اساس اطلاعات این کتاب در دریا دچار طوفان می‌شود. آن‌ها بر کشتی طوفان‌زده با دعا و ثنا به گرد آتشی که با خود می‌بردند به استغاثه می‌پردازند تا از این مصیبت نجات پیدا کنند و به ساحل برسند و در آنجا از حاکم گجرات «جادی رانه» پناه جویند. فرمانده گجرات سه شرط برای پذیرش پارسیان گذاشت: نخست یادگیری زبان محلی که به همین سبب زبان رسمی پارسیان در هند امروز، گجراتی است. دوم پوشیدن لباس زنان هندی برای زنان زرتشتی و سوم به زمین گذاردن (تحویل) سلاح‌هایی بود که زرتشتی‌ها با خود برده بودند.
پس از پذیرش شرایط، به پارسی‌ها اجازه اقامت در گجرات داده شد و کم‌کم آتشکده‌هایی بنا کردند که با آتشی که با خود از آتشکده‌های ایران آورده بودند روشن کردند و به داد و ستد و امور دیگر پرداختند. اگر چه پارسی‌ها قوانین مردم و دولت هند را پذیرفتند تا به آن وسیله اجازه اقامت در آن کشور را به‌دست آورند، آن‌ها از هرگونه ازدواج برون گروهی (با غیرزرتشتی و غیرپارسی) سر باز زدند و این شاید یکی از دلایلی باشد که آن‌ها توانسته‌اند جامعه و دین خود را تا امروز حفظ کنند.
پس از موفقیت‌های شایانی که پارسی‌ها طی سده‌های ۱۶ تا ۱۸ در تجارت با اروپائیان به‌دست آوردند، به‌وسیله انگلیسی‌ها تشویق شدند که تا در بمبئی اقامت گزینند. پس از آن پارسیان مقیم بمبئی و هند روابط خوبی با انگلیسی‌ها برقرار ساختند و رفته رفته بخش مهمی از شریان‌های صنعتی، اقتصادی و علمی هند را به‌دست گرفتند.
آنها همچنین در گجرات منطقه‌ای را که ساکن شدند، (Navsari) یا نوساری نامیدند.

## فعالیت اقتصادی
زرتشتیان هند مخصوصاً افراد مقیم شهر بمبئی، بیشتر در مشاغل تجاری یا در سطح مدیریت بالای کشور اشتغال دارند و از نمونه بارز زرتشتیان مقتدر هند، می‌توان از خانواده بزرگ زرتشتی بنام جمشیدجی تاتا نام برد که یکی از افراد خاندان وی  بنیانگذار گروه معروف صنعتی تاتا موتورز در هند است که قسمتی از این تشکیلات اقتصادی عظیم به وسیلهٔ افراد این خاندان اداره می‌شود.
زرتشتیان شهر بمبئی دارای موقوفات زیاد و قابل توجهی می‌باشند که عایدات آن صرف ایجاد تسهیلات رفاهی برای نیازمندان زرتشتی می‌گردد. در شهر بمبئی صدها موقوفه شناخته شده زرتشتی ثبت شده‌است.

## عبادت‌گاه‌ها

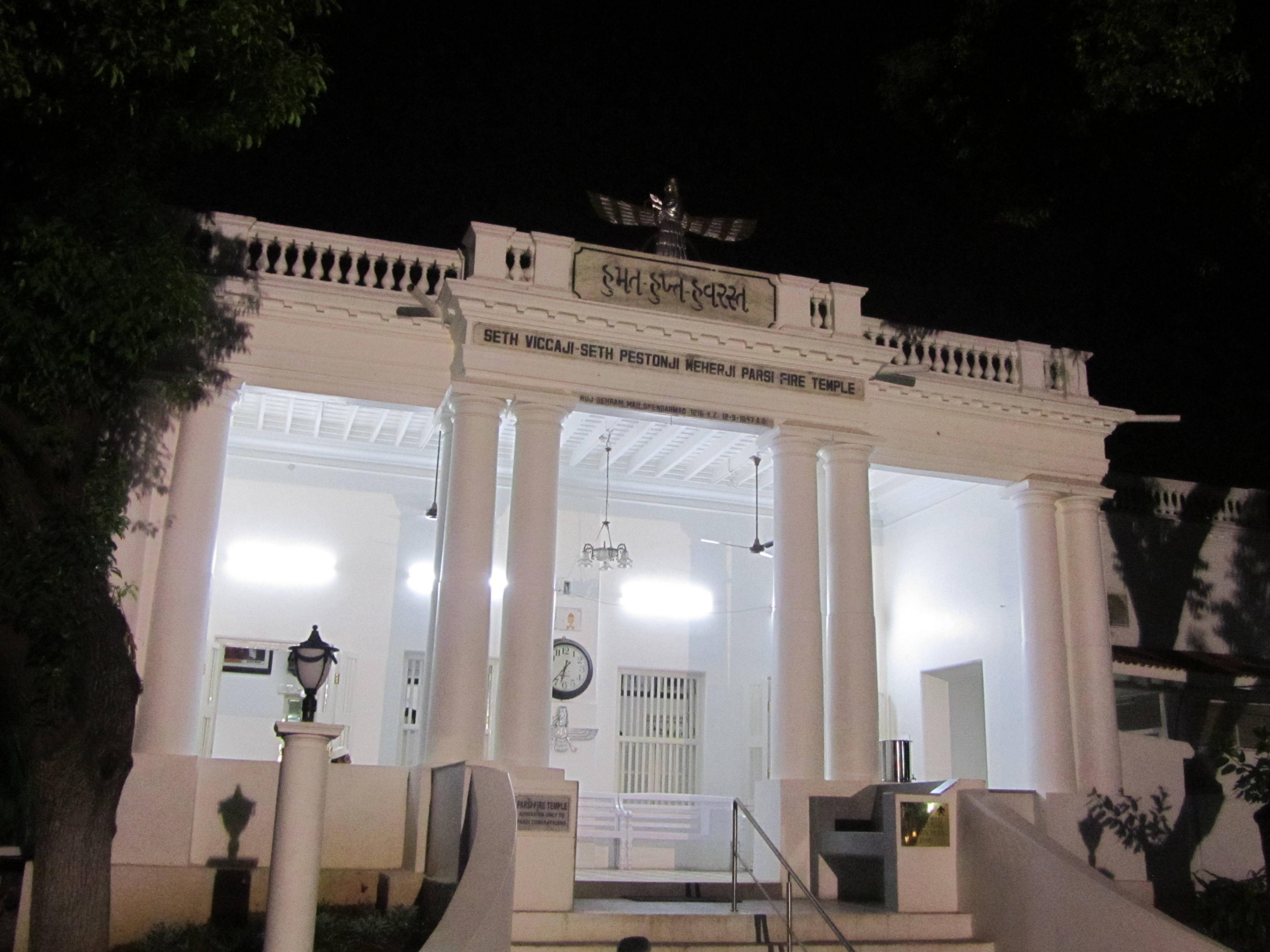
یک آتشکده پارسی در منطقه سکندرآباد هندوستان

نخستین آتشکده زرتشتیان در منطقه اولیه مهاجرت آن‌ها یعنی در سنجان به نام (ایران شاه) برپا شد. زرتشتیان در مجموع ۴۵ آتشکده بزرگ و مهم در سراسر هند مستقر نموده‌اند که چهار آتشکده بزرگ باضافه ۴۱ آتشکده کوچکتر تنها در شهر بمبئی و منطقه پیرامون آن فعال است.

## اطلاعات جمعیتی
شمار پارسیان در کل دنیا کمتر از ۱۰۰ هزار تن برآورد می‌شود. مطابق سرشماری سال ۲۰۰۱ در هند، ۶۹۶۰۱ پارسی زندگی می‌کنند که اغلب آنان در بمبئی یا اطراف آن سکنی دارند. همچنین حدود ۵ هزار پارسی در بریتانیا، ۶۵۰۰ نفر در آمریکا، ۴۵۰۰ نفر در کانادا، ۳۰۰۰ نفر در پاکستان و تعدادی هم در دیگر کشورهای شبه‌قاره هند و آسیایی هستند.

## وضعیت کنونی
جامعه پارسی هند موفق شده‌است آیین زرتشتی را که در آن زمان بسیاری از پیروان خود را از دست داده بود، طی بیش از هزار سال در سرزمینی غریب حفظ کند. در قرن‌های نوزده و بیست پارسی‌های هند که از نظر اقتصادی به موفقیت‌هایی دست یافته بودند، به یاری هم کیشان ایرانی خود آمدند. گفته شده که ناصرالدین شاه قاجار بعد از ملاقات با گروهی از پارسیان و پذیرش هدایای آن‌ها جزیه یا مالیاتهای سنگینی را که زرتشتیان ایرانی باید می‌پرداختند، حذف کرد و برای آن‌ها تسهیلاتی قائل شد.
امروزه جامعه پارسی به دلیل بالا رفتن سن ازدواج، افزایش میزان طلاق و بسته بودن جامعه پارسی به روی غیر پارسیان و پاره‌ای علل و عوامل دیگر روز به روز در حال کوچک‌تر شدن است.
پارسیان در هند اصولاً علاقه‌ای به کارهای سیاسی نداشته. در برآوردی که از وضعیت اجتماعی آن‌ها در منطقه به‌عمل آمده‌است، زرتشتیان از اقلیت‌های آرام و بدون مسئله بوده و از جهت قانونی تخلف کمتری از آن‌ها مشاهده شده‌است. افشین مرعشی در کتاب «زرتشتی‌ها در تبعید: پارسی‌های هند و ساختن ایران مدرن» توضیح می‌دهد که چگونه دولتمردان پهلوی از پارسیان هند برای ساختن و پرداختن ملی‌گرایی ایرانی کمک گرفتند.
از شاخص‌ترین افراد در این جامعه می‌توان به اردشیر جی معروف به اردشیر ریپورتر اشاره کرد. او در پوشش خبرنگار تایمز به ایران آمد و نقش مهمی در پادشاهی رضاشاه ایفا کرد. یکی دیگر از معروف‌ترین پارسیان هند فردی مرکوری خواننده گروه راک انگلیسی کوئین بود که در سال ۱۹۹۱ در اوج شهرت و محبوبیت درگذشت. نام اصلی او در میان خانوادهٔ پارسی‌اش (فرخ بلسارا) بود. زوبین مهتا، رهبر ارکستر، نیز از سرشناس‌ترین پارسیان در جهان است. او فرزند مهلی و تهمینه مهتا، از پارسیان هند است. او از ۱۹۷۸ تا ۱۹۹۱ رهبر نیویورک فیلارمونیک بود. کسی تاکنون تا این مدت نتوانسته در چنین پستی باقی بماند. مهتا اکنون رهبر ارکستر فیلارمونیک اسرائیل است.
در سال ۲۰۱۴ میلادی نارندرا مودی نخست‌وزیر هندوستان، اسمرتی ایرانی هنرمند، برنامه ساز و بازیگر سینما و سیاستمدار مدافع حقوق زنان را که همسرش زوبین ایرانی از پارسیان موفق هند هست به عنوان وزیر توسعه منابع انسانیِ کابینه جدید معرفی کرد، اسمرتی مالهوترا از پدر و مادر بنگالی و پنجابی به دنیا آمده و هندو است اما همسر زوبین ایرانی، از شهروندان زرتشتی هند است و همچنین جوان‌ترین وزیر کابینه معرفی شده با ۳۸ سال سن است.